# Ronde groene erwt
De ronde groene erwt is een landbouwerwt en diende als eiwitrijke grondstof voor de veevoederindustrie. Tegenwoordig wordt hiervoor de sojaboon veelal gebruikt.
In 1950 bedroeg het areaal ronde groene erwten in Nederland 7500 ha, in 1980 2400 ha. In 1984 breidde het areaal weer uit tot 5200 ha en was het in 1989 6700 ha. In 2000 is de teelt bijna verdwenen.
De rassen van de landbouwerwt staan in de Gemeenschappelijke rassenlijst voor landbouwgewassen van de EU onder de benaming Pisum sativum L. partim voedererwt. Bekende rassen waren Rondo C.B., Ascona, Finale en Solara.
De ronde groene erwt wordt nog wel als veevoer voor geheleplantsilage geteeld.